# Juanje Argüez
Juan Jesús Argüez Ruiz, kurz Juanje Argüez, (* 4. April 1995 in La Línea de la Concepción) ist ein spanischer Fußballspieler.

## Karriere
Juanje begann seine Karriere beim FC Sevilla. Im Februar 2014 debütierte er für die Zweitmannschaft von Sevilla in der drittklassigen Segunda División B, als er am 27. Spieltag der Saison 2013/14 gegen Real Linense in der 60. Minute für Nahuel Menéndez eingewechselt wurde. Im März 2014 erzielte er seinen ersten Treffer, als er gegen den FC Granada B zum 2:1-Endstand einnetzte. Zu Saisonende hatte er zwölf Einsätze, in denen er drei Treffer erzielen konnte, zu Buche stehen.
In den folgenden Spielzeiten kam Juanje sehr häufig als Einwechselspieler zum Einsatz. In der Saison 2015/16 konnte er mit Sevilla Atlético in die Segunda División aufsteigen. Im September 2016 debütierte er in der zweithöchsten spanischen Liga, als er am sechsten Spieltag der Saison 2016/17 gegen UD Levante in der 84. Minute für Bernardo Cruz eingewechselt wurde.